# استیل‌واتر (فیلم ۲۰۲۱)
استیل‌واتر (به انگلیسی: Stillwater) یک فیلم سینمایی آمریکایی در ژانر فیلم جنایی به کارگردانی توماس مک‌کارتی است که در سال ۲۰۲۱ منتشر شد.

## موضوع
فیلم استیل‌واتر داستان شخصیتی به نام بیل را روایت می‌کند که کارمند یک دکل نفتی است که دخترش به جرم قتل در کشور فرانسه در زندان است. وی به فرانسه رفته و بعد از آنکه دخترش می‌گوید مرتکب این قتل نشده‌است، با وجود عدم آشنایی با زبان فرانسوی، نظام حقوقی متفاوت فرانسه نسبت به آمریکا و فرهنگ متفاوت دو کشور، تلاش می‌کند تا بی‌گناهی دختر خود را ثابت کند.

## داستان
در استیلواتر، اکلاهما، «بیل بیکر» یک کارگر دکل نفتی است که به‌تازگی اخراج شده و با انجام کارهای ساختمانی پراکنده، زندگی‌اش را می‌گذراند. او که پس از وقوع گردباد در شانی، اکلاهما در پاک‌سازی خرابی‌ها کمک می‌کند، به‌سختی دنبال شغلی تازه روی دکل نفت می‌گردد.
بیل پیش از سفر به فرانسه برای دیدار با دخترش «آلیسون»، نزد مادر همسر مرحومش، «شارون»، می‌رود. آلیسون پنج سال از محکومیت ۹ سالهٔ زندانش را سپری کرده‌است. او زمانی که دانشجوی دانشگاهی در مارسی بود، به قتل هم‌اتاقی و معشوقه‌اش، «لینا»، محکوم شد.
آلیسون نامه‌ای به زبان فرانسوی به پدرش می‌دهد تا آن را به وکیل مدافعش، «لوپارک»، برساند. لوپارک توضیح می‌دهد که آلیسون از یکی از استادان پیشینش، «پاتریک اوکوندو»، شنیده که مردی ادعا کرده قاتل لینا بوده‌است. اما او اضافه می‌کند که هیچ قاضی‌ای به چنین شنیده‌هایی توجهی نمی‌کند. با این حال، بیل به‌دروغ به آلیسون می‌گوید که پرونده‌اش دوباره باز می‌شود. در هتل، بیل به دختربچه‌ای به‌نام «مایا» کمک می‌کند و مادرش «ویرژینی» نامهٔ آلیسون را برایش ترجمه می‌کند. در این نامه، آلیسون از ناامیدی‌اش بابت تحمل چهارسال دیگر زندان نوشته و از بی‌اعتمادیش به توان پدر برای کمک گفته‌است.
«دیروزا»، یک کارآگاه خصوصی و افسر پلیس بازنشسته که روی پروندهٔ آلیسون کار کرده‌است، هشدار می‌دهد که تنها با شواهد دی‌ان‌ای می‌توان او را تبرئه کرد. بیل به دیدار اوکوندو می‌رود و او شمارهٔ تلفن «سعاد»، دانشجویی که مدعی شناخت قاتل لیناست، به بیل می‌دهد. بیل با کمک ویرژینی، سعاد و دوستش را در یک شعبهٔ کوییک ملاقات می‌کند. سعاد قاتل را «اکیم» معرفی می‌کند که در زاغه‌ای در مارسی به‌نام کالیسته-گرانیر-سولیدریته زندگی می‌کند، اما دوست سعاد نسبت به سؤالات بیل مشکوک شده و هر دو محل را ترک می‌کنند.
ویرژینی با جست‌وجو در شبکه‌های اجتماعی عکس‌هایی پیدا می‌کند که بیل نزد آلیسون می‌برد و او اکیِم را می‌شناسد. هنگام جست‌وجوی اکیِم در کالیسته، بیل توسط گروهی مورد ضرب‌وشتم قرار می‌گیرد تا اینکه گروه دیگری از جمله اکیِم سر می‌رسند. بیل از محله بیرون رانده می‌شود و به آلیسون اعتراف می‌کند که دربارهٔ کمک وکیل دروغ گفته و اکیِم را هم گم کرده‌است. آلیسون از شدت خشم، او را طرد می‌کند.
چهار ماه بعد، بیل همچنان در مارسی مانده، اتاقی در آپارتمان ویرژینی اجاره کرده و ضمن کار با گروه ساختمانی، در مراقبت از مایا نیز کمک می‌کند. آلیسون یک روز مرخصی مشروط می‌گیرد که تحت نظارت بیل سپری می‌شود. بیل او را با ویرژینی و مایا آشنا می‌کند. هنگام بازگشت به زندان، آلیسون اقدام به خودکشی می‌کند اما زنده می‌ماند و رابطه‌اش با پدرش بهبود می‌یابد. رابطهٔ بیل با ویرژینی نیز کم‌کم به عشق تبدیل می‌شود.
بیل با بلیت‌هایی برای تماشای بازی المپیک مارسی در ورزشگاه ولودروم مایا را غافل‌گیر می‌کند، جایی که ناگهان اکیِم را می‌بیند. او که مایا خوابیده، اکیِم را می‌رباید و از دیروزا می‌خواهد موی او را با دی‌ان‌ای صحنهٔ جرم تطبیق دهد. مدتی بعد، مایا کشف می‌کند که بیل اکیِم را در زیرزمین آپارتمان زندانی کرده‌است، اما بیل از او می‌خواهد این راز را فاش نکند.
اکیِم به بیل می‌گوید که آلیسون او را برای بیرون‌کردن لینای خیانت‌کار از خانه اجیر کرده و به او گردنبندی با نوشتهٔ «استیلواتر» پرداخت کرده‌است. دیروزا که به بازداشت اکیِم مشکوک شده، در قالب بازرس ساختمان از ویرژینی دربارهٔ زیرزمین پرس‌وجو می‌کند و همین باعث برانگیخته‌شدن شک ویرژینی می‌شود.
مدتی بعد، پلیس به سراغ بیل می‌آید، اما زیرزمین خالی است و مایا برای محافظت از بیل دروغ می‌گوید. ویرژینی اگرچه اعتراف نمی‌کند که اکیِم را آزاد کرده، اما از اینکه بیل جان او و مایا را به خطر انداخته، خشمگین است و او را از خانه بیرون می‌کند. بیل با مایای گریان خداحافظی می‌کند. لوپارک به بیل اطلاع می‌دهد که دیروزا شواهد جدیدی ارائه داده که امکان بازگشایی پروندهٔ آلیسون را فراهم کرده‌است.
آلیسون تبرئه می‌شود و همراه پدرش با استقبال قهرمانانه به اکلاهما بازمی‌گردد. بیل از او دربارهٔ گردنبند «استیلواتر» که هنگام رفتن به مارسی به او داده بود می‌پرسد و آلیسون در هم می‌شکند و اعتراف می‌کند که فقط قصد بیرون‌کردن لینا را داشته و هرگز نمی‌خواسته او کشته شود. در حالی‌که کنار هم روی ایوان نشسته‌اند، آلیسون می‌گوید همه‌چیز در استیلواتر مثل قبل است، اما بیل پاسخ می‌دهد که دیگر هیچ‌چیز برایش آشنا نیست.

## بازیگران
- مت دیمون در نقش بیل بیکر
- ابیگیل برسلین در نقش آلیسون
- کامیل کوتین در نقش ویرجینیا[۴][۵][۶][۱]

## انتشار
این فیلم قرار است در تاریخ ۶ نوامبر ۲۰۲۰ اکران شود.